# Igreja de São Nicolau (Hulcote)

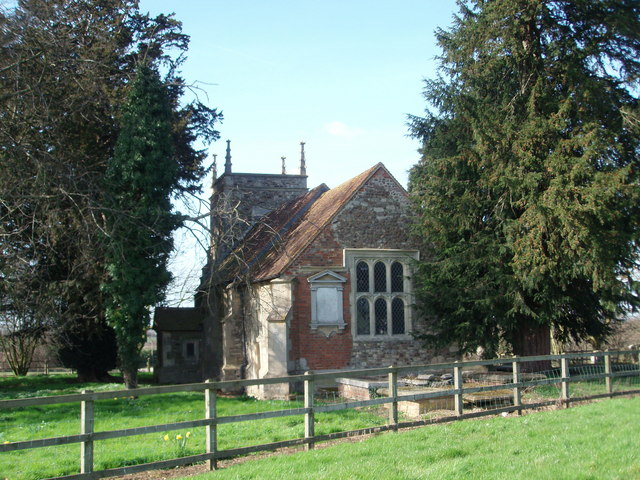

A Igreja de São Nicolau é uma igreja listada como Grau I em Hulcote, Bedfordshire, na Inglaterra. Tornou-se um edifício listado no dia 23 de janeiro de 1961.